# Willan-Nunatak
Der Willan-Nunatak ist ein 449 m hoher Nunatak auf der Livingston-Insel im Archipel der Südlichen Shetlandinseln. Er ragt 3,4 km ostnordöstlich des Johnsons Dock auf der Westseite des Huntress-Gletschers auf.
Das UK Antarctic Place-Names Committee benannte ihn 1991 nach Robert Charles Richard Willan (* 1959), Geologe des British Antarctic Survey und ab 1985 in dieser Funktion Verantwortlicher für die Arbeiten auf der Hurd-Halbinsel.